# 华南骨碎补
华南骨碎补（学名：Davallia austrosinica）为骨碎补科骨碎补属下的一个种。